# Чемпионат Литвы по футболу 2002
А Лига 2002 (лит. A Lyga 2002) — 14-й сезон чемпионата Литвы по футболу со времени восстановления независимости Литвы в 1990 году. Он начался 6 апреля и закончился 9 ноября 2002 года.
По итогам прошлого сезона из I лиги в А Лигу вышла «Судува». «Ветра» и «Дайнава» покинули элитный дивизион. В турнире стартовали 9 клубов, которые сыграли в 4 круга по системе «каждый с каждым».
Чемпион получил право стартовать в первом квалификационном раунде Лиги чемпионов, «Атлантас» (2-е место), как обладатель Кубка Литвы-2002/2003, и клуб, занявший третье место, — в первом отборочном раунде Кубка УЕФА. Команда, занявшая четвёртое место, участвовала в Кубке Интертото с первого раунда.

## Турнирная таблица
| М | Команда          | И  | В  | Н  | П  | Мячи    | ±   | О  | Примечания                                        |
| - | ---------------- | -- | -- | -- | -- | ------- | --- | -- | ------------------------------------------------- |
| 1 | ФБК Каунас       | 32 | 24 | 6  | 2  | 85 − 20 | +65 | 78 | 1-й квалификационный раунд Лиги чемпионов 2003/04 |
| 2 | Атлантас         | 32 | 20 | 7  | 5  | 58 − 23 | +35 | 67 | Предварительный раунд Кубка УЕФА 2003/04          |
| 3 | Экранас          | 32 | 16 | 7  | 9  | 43 − 25 | +18 | 55 | Предварительный раунд Кубка УЕФА 2003/04          |
| 4 | Жальгирис        | 32 | 12 | 11 | 9  | 46 − 37 | +9  | 47 | Первый раунд Кубка Интертото 2003                 |
| 5 | Инкарас          | 32 | 13 | 7  | 12 | 34 − 29 | +5  | 46 | Расформирован                                     |
| 6 | Судува           | 32 | 11 | 8  | 13 | 44 − 50 | −6  | 41 |                                                   |
| 7 | Сакалас          | 32 | 8  | 10 | 14 | 30 − 56 | −26 | 34 |                                                   |
| 8 | Гележинис Вилкас | 32 | 4  | 6  | 22 | 26 − 75 | −49 | 18 | Переходные матчи                                  |
| 9 | Невежис          | 32 | 2  | 6  | 24 | 19 − 70 | −51 | 12 | Вылет в Первую лигу 2003                          |

И — игры, В — выигрыши, Н — ничьи, П — проигрыши, Мячи — забитые и пропущенные голы, ± — разница голов, О — очки

## Переходные матчи
| Команда 1 | Итог | Команда 2        | 1-й матч | 2-й матч |
| --------- | ---- | ---------------- | -------- | -------- |
| Швеса     | 2:2  | Гележинис Вилкас | 1:0      | 1:2      |